# 2010 en droit
Cet article présente les faits marquants de l'année 2010 en droit.

## Chronologie

### Janvier
- 4 janvier, France : adoption de la loi de « protection du secret des sources des journalistes »[1] modifiant entre la loi du 29 juillet 1881 sur la liberté de la presse et le code de procédure pénale[2],[3].
- 7 janvier, France : ordonnance no 2020-18 du 7 janvier 2020 portant création de l'agence nationale chargée de la sécurité sanitaire de l'alimentation, de l'environnement et du travail (anses) issue de la fusion de l'Afsset et de l'Afssa[4],[5].
- 10 janvier, France : Référendum sur l'autonomie de la Guyane et de la Martinique. Victoire du "non".
- 20 janvier, France : suicide de Jean-Pierre Treiber, qui devait répondre d'assassinat dans l'affaire Giraud-Lherbier.
- 21 janvier, États-Unis : arrêt de la Cour suprême Citizens United v. Federal Election Commission, l'un des plus importants des dernières années concernant le Premier Amendement[6], qui concerne spécifiquement le financement des élections[Note 1]. Cette décision a suscité les critiques du président Barack Obama lors de son discours sur l'état de l'Union, qui a appelé démocrates et républicains à voter une loi afin de la contrecarrer et d'empêcher notamment le financement de la vie électorale américaine par des entreprises étrangères[7].
- 22 janvier, France : Ordonnance créant l'Autorité de contrôle prudentiel (ACP) par fusion de la Commission bancaire et de l'Autorité de contrôle des assurances et des mutuelles (ACAM).
- 24 janvier, France : approbation par référendum, en Guyane et en Martinique, du principe d'une réforme de statut de ces collectivités, vers une collectivité unique groupant département et région.
- 28 janvier, France : décision du tribunal correctionnel de Paris dans l'affaire Clearstream 2. Dominique de Villepin acquitté, mais le procureur fait appel.

### Février
- 8 février, France : loi n° 2010-121 du 8 février 2010 tendant à inscrire l'inceste commis sur les mineurs dans le code pénal et à améliorer la détection et la prise en charge des victimes d'actes incestueux.
- 9 février, France : loi no  2010-123 du 9 février 2010 relative à l'entreprise publique La Poste et aux activités postales.
- 10 février, France : adoption par le Parlement de la loi sur les violences en bande. Le Conseil constitutionnel ne censurera que l'art. 5 concernant la vidéosurveillance dans les parties communes des immeubles.
- 16 février, France : décret no 2010-146, réforme de l'administration préfectorale.
- 20 février, France : suicide de Jean-Pierre Treiber, qui devait répondre d'assassinat dans l'affaire Giraud-Lherbier, le 20 février.
- 22 février, France : décret no 2010-164 du 22 février 2010, réforme du Conseil d'État et du contentieux administratif : réduction des cas de compétence du Conseil d'État en premier et dernier ressort, instauration de formations de jugement de trois ou quatre sous-sections au Conseil d'État.
- 23 février, France : Didier Migaud devient Premier président de la Cour des comptes.
- 24 février, France : le Parlement adopte le projet de loi tendant à amoindrir le risque de récidive criminelle et portant diverses dispositions de procédure pénale.

### Mars
- 1er mars, France : entrée en vigueur de la question prioritaire de constitutionnalité.
- 2 mars,
  - France : loi no  2010-209 visant à créer une allocation journalière d'accompagnement d'une personne en fin de vie.
  - France : loi sur les violences en bande de 2010.
- 10 mars:
  - France : loi no 2010-242 du 10 mars 2010 tendant à amoindrir le risque de récidive criminelle et portant diverses dispositions de procédure pénale.
  - France : loi no  2010-241 du 10 mars 2010 relative au  service civique
- 20 mars, France : acquittement de Jacques Viguier par la cour d'assises d'appel qui siégeait à Albi, dans le cadre de l'affaire Suzanne Viguier.
- 21 mars, États-Unis : la réforme de la protection sociale, voulue par le Président Barack Obama, est adoptée sous une forme amendée par la Chambre des Représentants.
- 21 mars, États-Unis : la Cour suprême autorise l'extradition de Manuel Noriega vers la France.

### Avril
- 1er avril, France : Georges Cipriani bénéficie d'une semi-liberté.

### Juin
- 1er juin, Conseil de l'Europe : entrée en vigueur du Protocole no  14 à la protocole no 14 à la convention européenne des droits de l'homme modifiant le procédure de la Cour. (lire la Convention consolidée).
- 3 juin, France : ordonnance no 2010-590 sur le droit civil et la justice à Mayotte : poursuite du rapprochement avec le droit civil de métropole et suppression des fonctions judiciaires des qadis.
- 10 juin, France : ordonnance no 2010-638 portant suppression du régime des conservateurs des hypothèques, qui entrera en vigueur le 1er janvier 2013.
- 15 juin, France : loi no  2010-658 du 15 juin 2010 relative à l'entrepreneur individuel à responsabilité limitée.

### Juillet
- 12 juillet, France : promulgation de la loi portant engagement national pour l'environnement dite Grenelle II.
- 26 juillet, Cambodge : condamnation de Kang Kek Ieu, dit Douch, à 30 ans de prison par le tribunal du génocide cambodgiens pour ses actes commis à Tuol Sleng.
- 30 juillet, France : le Conseil constitutionnel déclare contraires à la constitution plusieurs dispositions relatives à la garde à vue, avec effet au 1er juillet 2011.

### Août
- 5 août, États-Unis : le Sénat confirme l'élection d'Elena Kagan à la Cour suprême.

### Octobre
- 5 octobre : Jérôme Kerviel est condamné à cinq ans de prison doit deux avec sursis, ainsi qu'à 4,9 milliards d'euros de dommages et intérêts envers la Société générale et annonce son intention de faire appel du jugement.

### Novembre
- 3 novembre, France : publication du code des transports, remplaçant plusieurs anciens codes.
- 9 et 10 novembre, France : réforme des retraites promulguée le 9 et le 10 novembre.
- 16 novembre, France : la Cour de cassation soumet au Conseil constitutionnel la question de la validité d'un mariage homosexuel en France.
- 23 novembre, CEDH : la Cour européenne de sauvegarde des droits de l'Homme, saisie par France Moulin (avocate poursuivie dans une affaire de stupéfiants) considère que le procureur de la République en France n'est pas une « autorité judiciaire indépendante ».

### Décembre
- 6 décembre, France : jugement du tribunal correctionnel de Pontoise sur l'accident du Concorde le 25 juillet 2000.